# Торнвілл (Огайо)
Торнвілл (англ. Thornville) — селище (англ. village) в США, в окрузі Перрі штату Огайо. Населення — 1087 осіб (2020).

## Географія
Торнвілл розташований за координатами 39°53′37″ пн. ш. 82°24′43″ зх. д. / 39.89361° пн. ш. 82.41194° зх. д. (39.893623, -82.411824).  За даними Бюро перепису населення США в 2010 році селище мало площу 2,87 км², з яких 2,86 км² — суходіл та 0,01 км² — водойми.

## Демографія
Згідно з переписом 2010 року, у селищі мешкала 991 особа в 417 домогосподарствах у складі 277 родин. Густота населення становила 345 осіб/км².  Було 447 помешкань (156/км²).
Расовий склад населення:
| - 98,8 % — білих - 0,1 % — корінних американців - 0,1 % — чорних або афроамериканців - 0,1 % — азіатів |

До двох чи більше рас належало 0,9 %. Частка іспаномовних становила 0,0 % від усіх жителів.
За віковим діапазоном населення розподілялося таким чином: 25,1 % — особи молодші 18 років, 58,9 % — особи у віці 18—64 років, 16,0 % — особи у віці 65 років та старші. Медіана віку мешканця становила 39,7 року. На 100 осіб жіночої статі у селищі припадало 91,7 чоловіків;  на 100 жінок у віці від 18 років та старших — 86,0 чоловіків також старших 18 років.
Середній дохід на одне домашнє господарство  становив 63 310 доларів США (медіана — 54 333), а середній дохід на одну сім'ю — 74 914 долари (медіана — 59 653). Медіана доходів становила 41 620 доларів для чоловіків та 39 286 доларів для жінок. За межею бідності перебувало 6,1 % осіб, у тому числі 0,0 % дітей у віці до 18 років та 19,8 % осіб у віці 65 років та старших.
Цивільне працевлаштоване населення становило 626 осіб. Основні галузі зайнятості: освіта, охорона здоров'я та соціальна допомога — 23,3 %, виробництво — 13,3 %, публічна адміністрація — 13,1 %.